# Кастиљиони (Перуђа)
Кастиљиони је насеље у Италији у округу Перуђа, региону Умбрија.
Према процени из 2011. у насељу је живело 34 становника. Насеље се налази на надморској висини од 796 м.